# 2019年大分県議会議員選挙
2019年大分県議会議員選挙（2019ねんおおいたけんぎかいぎいんきょ）は、大分県における議決機関の一つである大分県議会議員を改選するために行われた選挙である。第19回統一地方選挙の前半戦投票日である2019年4月7日に投票が行われた。

## 概要
大分県議会議員の任期4年が満了したことにともなって実施された選挙。第25回参議院議員通常選挙と同年に行われる亥年選挙として、前回参議院大分県選挙区で自民党が敗北したことにより与野党共に力を入れる選挙戦となった。

## 基礎データ
- 選挙事由：任期満了
- 選挙形態：地方議会議員選挙
- 告示日：2019年3月29日
- 投票日：2019年4月7日（大分県知事選挙の投票も同時実施）
- 選挙区：16区(うち8区無投票)
- 定数：43名(うち14名無投票当選)
- 立候補者数：55名[1]

## 選挙結果
自民党は公認、推薦含め19人が当選したが現職3人が落選した。公明党は現有3議席を維持し自公で過半数を獲得し、同日選挙で5選を果たした広瀬勝貞県政を支えることになった。日本共産党は別府選挙区で16年ぶりに議席を獲得し、立憲民主党は初の議席獲得となった。

## 当選者
自民党   公明党 
 社民党 
 共産党 
 国民民主党 
 立憲民主党 
 無所属 
| 大分市         | 衛藤博昭   | 阿部英仁 | 麻生栄作   |
| 大分市         | 平岩純子   | 木田昇   | 河野成司   |
| 大分市         | 守永信幸   | 吉村哲彦 | 堤栄三     |
| 大分市         | 後藤慎太郎 | 藤田正道 | 小嶋秀行   |
| 大分市         | 浦野英樹   |          |            |
| 別府市         | 嶋幸一     | 戸高賢史 | 原田孝司   |
| 別府市         | 猿渡久子   | 荒金信生 |            |
| 中津市         | 馬場林     | 大友栄二 | 今吉次郎   |
| 日田市         | 羽野武男   | 井上伸史 | 井上明夫   |
| 佐伯市         | 成迫健児   | 清田哲也 | 御手洗吉生 |
| 臼杵市         | 高橋肇     | 志村学   |            |
| 津久見市       | 古手川正治 |          |            |
| 竹田市         | 土居昌弘   |          |            |
| 豊後高田市     | 鴛海豊     |          |            |
| 杵築市         | 阿部長夫   |          |            |
| 宇佐市         | 尾島保彦   | 末宗秀雄 | 元吉俊博   |
| 豊後大野市     | 森誠一     | 玉田輝義 |            |
| 由布市         | 二ノ宮健治 | 太田正美 |            |
| 国東市・姫島村 | 木付親次   |          |            |
| 日出町         | 三浦正臣   |          |            |
| 九重町・玖珠町 | 浜田洋     |          |            |

### 補欠選挙
| 年   | 月   | 選挙区         | 当選者   | 当選政党 | 欠員     | 欠員政党 | 欠員事由   |
| ---- | ---- | -------------- | -------- | -------- | -------- | -------- | ---------- |
| 2020 | 12月 | 九重町・玖珠町 | 小川克巳 | 無所属   | 浜田洋   | 自民党   | 死去       |
| 2021 | 5月  | 竹田市         | 吉竹悟   | 無所属   | 土居昌弘 | 自民党   | 市長選出馬 |